# گانجوجو-این
گانجوجو-این ((به ژاپنی: 願成就院 Ganjōju-in))، یکی از معابد بودایی در ژاپن از فرقه کویاسان شینگون-شو در محله ایزونوکونی، شیزوئوکا، استان شیزوئوکا، ژاپن است